# شیپدم
شیپدم (به انگلیسی: Shipdham) یک روستا و محله مدنی در بریتانیا است که در Breckland District واقع شده‌است. شیپدم ۱۸٫۶۹ کیلومتر مربع مساحت و ۲٬۰۵۷ نفر جمعیت دارد.